# Lachapelle-sous-Chanéac
Lachapelle-sous-Chanéac ist eine französische Gemeinde im Département Ardèche in der Region Auvergne-Rhône-Alpes. Sie gehört zum Kanton Haut-Eyrieux und zum Arrondissement Tournon-sur-Rhône. Nachbargemeinden sind Les Vastres im Nordwesten, Saint-Julien-d’Intres mit Saint-Julien-Boutières im Nordosten, Saint-Martin-de-Valamas im Südosten, Chanéac im Südwesten und Saint-Clément im Westen. Die Bewohner nennen sich Chapelous oder Chapelounes.

## Bevölkerungsentwicklung
| Jahr                       | 1962 | 1968 | 1975 | 1982 | 1990 | 1999 | 2008 | 2014 |
| -------------------------- | ---- | ---- | ---- | ---- | ---- | ---- | ---- | ---- |
| Einwohner                  | 359  | 271  | 232  | 204  | 162  | 174  | 204  | 177  |
| Quellen: Cassini und INSEE |      |      |      |      |      |      |      |      |

## Sehenswürdigkeiten

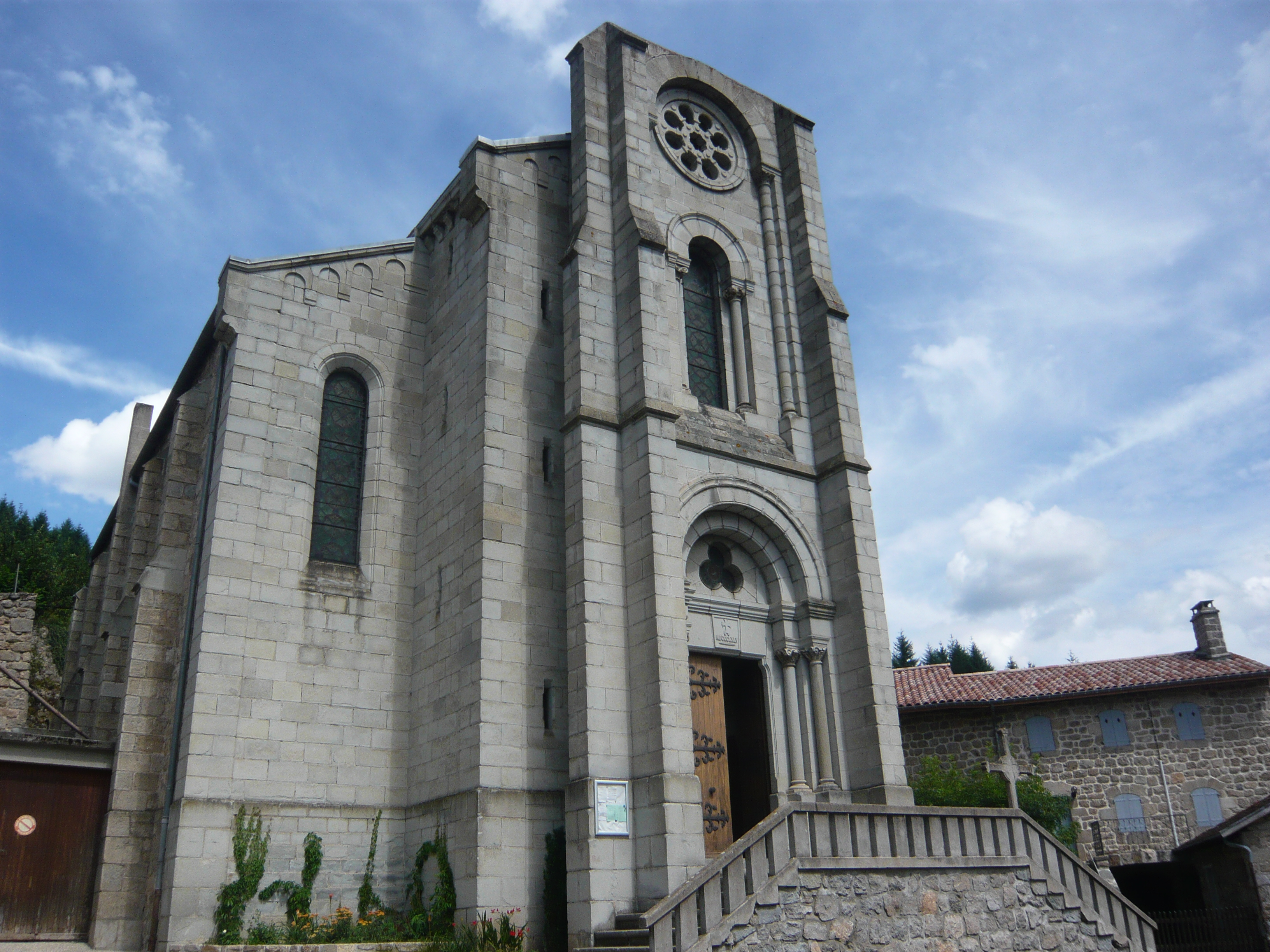
Kirche Saint-Apollinaire

- Kirche Saint-Apollinaire